# Šuhel
Šuhel je priimek več znanih Slovencev:
- Peter Šuhel (*1933), elektronik, izumitelj, univ. profesor